# Taça de Portugal 2015-2016
La Taça de Portugal 2015-2016 è la 76ª edizione del torneo. È iniziata il 5 settembre 2015 e si è conclusa il 22 maggio 2016. Il Braga ha vinto il trofeo battendo ai tiri di rigore il Porto.
La squadra vincitrice acquisisce il diritto di partecipare alla UEFA Europa League 2016-2017 partendo direttamente dalla fase a gironi.

## Terzo turno
| Squadra 1           | Risultato          | Squadra 2         |
| ------------------- | ------------------ | ----------------- |
| 18 ottobre 2015     |                    |                   |
| Loures              | 1 – 2 (dts)        | Boavista          |
| União FC            | 0 – 3              | Rio Ave           |
| Vianense            | 1 – 2              | Benfica           |
| Leixões             | 1 – 2 (dts)        | Arouca            |
| Gil Vicente         | 2 – 1              | Tondela           |
| Sanjoanense         | 1 – 5              | Académica         |
| Coruchense          | 0 – 2              | Vitória Setúbal   |
| Varzim              | 0 – 2              | Porto             |
| Penafiel            | 2 – 0              | Vitória Guimarães |
| Académico de Viseu  | 0 – 3              | Braga             |
| Naval               | 1 – 7              | Paços Ferreira    |
| Mosteirense         | 0 – 6              | Nacional          |
| Gondomar            | 0 – 1 (dts)        | Estoril Praia     |
| Sertanense          | 1 – 5              | União Madeira     |
| Lourosa             | 0 – 2 (dts)        | Marítimo          |
| Vilafranquense      | 0 – 4              | Sporting Lisbona  |
| Olhanense           | 0 – 1              | Belenenses        |
| Desp. Aves          | 3 – 2 (dts)        | Moreirense        |
| Operário dos Açores | 1 – 0              | Salgueiros        |
| Farense             | 1 – 0              | Rio Tinto         |
| Trofense            | 1 – 0              | Santa Clara       |
| Coimbrões           | 2 – 3              | Fafe              |
| Casa Pia            | 3 – 1              | Oriental Lisbona  |
| Amarante            | 2 – 2 (3-2 d.c.r.) | Bragança          |
| Louletano           | 0 – 5              | Chaves            |
| Cova da Piedade     | 4 – 3              | Alcanenense       |
| Atlético Malveira   | 3 – 0              | Praiense          |
| Angrense            | 4 – 1              | Torre Moncorvo    |
| Atlético dos Arcos  | 0 – 3              | Caldas            |
| Pampilhosa          | 0 – 5              | Portimonense      |
| Famalicão           | 1 – 1 (4-5 d.c.r.) | Feirense          |
| Leiria e Marrazes   | 1 – 5              | D. Castelo Branco |

## Quarto turno
| Squadra 1         | Risultato          | Squadra 2           |
| ----------------- | ------------------ | ------------------- |
| 22 novembre 2015  |                    |                     |
| Farense           | 0 – 1              | Braga               |
| Sporting Lisbona  | 2 – 1              | Benfica             |
| Trofense          | 0 – 0 (1-4 d.c.r.) | Académica           |
| Nacional          | 5 – 0              | Cova da Piedade     |
| Atlético Malveira | 0 – 1              | Feirense            |
| D. Castelo Branco | 1 – 3              | Gil Vicente         |
| Desp. Aves        | 3 – 3 (5-4 d.c.r.) | União Madeira       |
| Fafe              | 1 – 1 (1-3 d.c.r.) | Penafiel            |
| Portimonense      | 3 – 2              | Belenenses          |
| Paços Ferreira    | 1 – 2              | Rio Ave             |
| Casa Pia          | 0 – 1              | Vitória Setúbal     |
| Boavista          | 1 – 0              | Operário dos Açores |
| Arouca            | 0 – 0 (6-5 d.c.r.) | Chaves              |
| Caldas            | 0 – 1              | Estoril Praia       |
| Angrense          | 0 – 2              | Porto               |
| Amarante          | 1 – 0              | Marítimo            |

## Ottavi di finale
| Squadra 1       | Risultato       | Squadra 2        |
| --------------- | --------------- | ---------------- |
| Vitória Setúbal | 1 – 1 (1-3 dcr) | Rio Ave          |
| Desp. Aves      | 2 – 2 (2-4 dcr) | Nacional         |
| Boavista        | 1 – 0           | Académica        |
| Gil Vicente     | 1 – 1 (4-3 dcr) | Portimonense     |
| Feirense        | 0 – 1           | Porto            |
| Braga           | 4 – 3 (dts)     | Sporting Lisbona |
| Estoril Praia   | 1 – 0           | Penafiel         |
| Amarante        | 1 – 2           | Arouca           |

## Quarti di finale
| Squadra 1   | Risultato | Squadra 2     |
| ----------- | --------- | ------------- |
| Gil Vicente | 1 – 0     | Nacional      |
| Rio Ave     | 3 – 0     | Estoril Praia |
| Braga       | 2 – 0     | Arouca        |
| Boavista    | 0 – 1     | Porto         |

## Semifinali
Le semifinali, a differenza degli altri turni, sono disputate in gare di andata e ritorno.
| Squadra 1   | Totale | Squadra 2 | Andata | Ritorno |
| ----------- | ------ | --------- | ------ | ------- |
| Gil Vicente | 0 – 5  | Porto     | 0 – 3  | 0 – 2   |
| Braga       | 1 – 0  | Rio Ave   | 1 – 0  | 0 – 0   |

## Finale
La finale si disputa in gara unica allo Stadio Nazionale di Jamor di Oeiras il 22 maggio.
| Arbitro: | Artur Soares Dias (Porto) |

|                                        |                      |                                                 |
| André Silva 61’, 90’                   | Marcatori            | 12’ Rui Fonte 58’ Josué                         |
| Layún Herrera Rúben Neves Maxi Pereira | Tiri di rigore 2 – 4 | Pedro Santos Stojiljković Hassan Marcelo Goiano |

| Porto | Braga |

|                 |    |                    |     |     |
|                 |    |                    |     |     |
| POR             | 1  | Hélton (C)         |     |     |
| TD              | 2  | Maxi Pereira       |     |     |
| DC              | 63 | Chidozie           |     | 46’ |
| DC              | 5  | Iván Marcano       |     |     |
| TS              | 21 | Miguel Layún       |     |     |
| CC              | 22 | Danilo             |     |     |
| CC              | 13 | Sérgio Oliveira    |     | 74’ |
| AD              | 7  | Silvestre Varela   |     | 79’ |
| TRQ             | 16 | Héctor Herrera     |     |     |
| AD              | 8  | Yacine Brahimi     |     |     |
| ATT             | 19 | André Silva        | 87’ |     |
| A disposizione: |    |                    |     |     |
| POR             | 12 | Iker Casillas      |     |     |
| DF              | 3  | Bruno Martins Indi |     |     |
| CC              | 6  | Rúben Neves        |     | 46’ |
| CC              | 15 | Evandro            |     |     |
| CC              | 20 | André André        |     | 74’ |
| AT              | 9  | Vincent Aboubakar  |     | 79’ |
| AT              | 17 | Jesús Corona       |     |     |
| Allenatore:     |    |                    |     |     |
| José Peseiro    |    |                    |     |     |

|                 |    |                     |      |     |
|                 |    |                     |      |     |
| POR             | 28 | Carlos Marafona     | 102’ |     |
| TD              | 15 | Baiano              |      |     |
| DC              | 24 | Ricardo Ferreira    |      | 77’ |
| DC              | 6  | André Pinto (C)     | 87’  |     |
| TS              | 87 | Marcelo Goiano      |      |     |
| ED              | 27 | Josué               |      | 84’ |
| CC              | 8  | Luíz Carlos         |      |     |
| CC              | 63 | Mauro               | 114’ |     |
| ES              | 18 | Rafa                |      |     |
| AT              | 20 | Ahmed Hassan        |      |     |
| AT              | 17 | Rui Fonte           |      | 60’ |
| A disposizione: |    |                     |      |     |
| POR             | 92 | Matheus             |      |     |
| DF              | 5  | Willy Boly          |      | 77’ |
| DF              | 16 | Djavan              |      |     |
| CC              | 35 | Nikola Vukčević     |      |     |
| AT              | 19 | Nikola Stojiljković |      | 60’ |
| AT              | 23 | Pedro Santos        |      | 84’ |
| AT              | 30 | Alan                |      |     |
| Allenatore:     |    |                     |      |     |
| Paulo Fonseca   |    |                     |      |     |